# Smash (Martin-Solveig-Album)
Smash ist das fünfte Album des französischen DJs und Produzenten Martin Solveig. Es wurde am 6. Juni 2011 veröffentlicht. Die Single Boys & Girls wurde vorab veröffentlicht, wurde aber kein großer Erfolg. Die zweite Single Hello wurde hingegen ein weltweiter Hit und unter anderem Nummer-Eins-Single in fünf Ländern.

## Titelliste
| Nr. | Titel                                | Länge | Anmerkungen                     |
| --- | ------------------------------------ | ----- | ------------------------------- |
| 1   | Hello                                | 4:41  | feat. Dragonette                |
| 2   | Ready 2 Go                           | 4:24  | feat. Kele                      |
| 3   | The Night Out                        | 4:43  |                                 |
| 4   | Can’t Stop                           | 3:37  | feat. Dragonette                |
| 5   | Racer 21                             | 3:10  | Instrumental                    |
| 6   | We Came to Smash (In a Black Tuxedo) | 3:23  | feat. Dev                       |
| 7   | Big in Japan                         | 4:18  | feat. Dragonette and Idoling!!! |
| 8   | Get Away from You                    | 2:24  |                                 |
| 9   | Boys & Girls                         | 3:44  | feat. Dragonette                |
| 10  | Let’s Not Play Games                 | 3:14  | feat. Sunday Girl               |

## Chartplatzierungen
| ChartsChartplatzierungen | Höchstplatzierung | Wochen |
| ------------------------ | ----------------- | ------ |
| Deutschland (GfK)        | 84 (1 Wo.)        | 1      |
| Frankreich (SNEP)        | 18 (13 Wo.)       | 13     |
| Schweiz (IFPI)           | 77 (1 Wo.)        | 1      |

## Webserie
Solveig veröffentlichte auf seinem Youtube-Channel die Webserie SMASH bestehend aus vier Episoden von je ca. acht bis elf Minuten. Es werden die Musikvideos von Hello (#1), Ready 2 Go (#3) und The Night Out (#4) eingebaut.

### Handlung

#### Episode 1 –Hello
Solveig übt Tennis spielen und diskutiert mit seinem Manager. Dieser will, dass er auf einem Festival spielt, wogegen Solveig lieber an einem Tennisturnier teilnimmt. Schließlich setzt sich Solveig durch und spielt gegen Bob Sinclar. Er gerät in hohen Rückstand, fängt sich aber wieder, als SHE, seine geheime Liebe, auftaucht. Als SHE aber einen anderen küsst, gibt er auf.

#### Episode 2 –Initial S.H.E.
Solveig hat einen Auftritt in Singapur.
Dabei betreibt er eine Lichtshow auf dem Marina Bay Sands, welche SHE „feiert“.

#### Episode 3 –Ready 2 Go
Um seine Popularität zu steigern und das Album zu promoten, brechen Solveig und sein Manager in das Stade de France ein. Während der Halbzeitpause rennt er auf das Feld und liefert eine Show ab. Er wird im Anschluss festgenommen.

#### Episode 4 –The Night Out
Aus seinem Auftritt in Singapur macht Solveig einen Film zu dessen Premiere er SHE einlädt. Als sie den Film anschauen fällt auf, dass der Film nicht den Auftritt, sondern Eskapaden des Managers zeigt. Nachdem sie gemeinsam noch ein Bier trinken gehen, kommen Solveig und SHE sich näher.